# NGC 1957
NGC 1957 è una galassia ellittica situata nella costellazione della Lepre, a una distanza di circa 159 milioni di anni luce dalla nostra Via Lattea.

## Scoperta
La galassia è stata scoperta l'11 dicembre 1885 dall'astronomo statunitense Francis Leavenworth.

## Descrizione
NGC 1957 forma una coppia di galassie con NGC 1954.